# Esquirol volador de Basilan
L'esquirol volador de Basilan (Petinomys crinitus) és una espècie de rosegador de la família dels esciúrids. És endèmic de la Regió Faunística de Mindanao (Filipines). El seu hàbitat natural són els boscos primaris, tant de plana com de montà, tot i que és més comú a les rouredes d'altituds superiors. Es creu que no hi ha cap amenaça significativa per a la supervivència d'aquesta espècie, tot i que podria estar afectada per l'expansió de l'agricultura a grans altituds.